# Acuerdo Mundial del Cobre
El Acuerdo Mundial del Cobre (inglés: World Copper Agreement), firmado el 28 de marzo de 1935, fue un intento de crear un cartel internacional del cobre. Uniendo a los productores de África, Sudamérica y Europa, el acuerdo apuntaba a "traer mejores condiciones en la producción, distribución y venta del cobre alrededor del mundo fuera de los Estados Unidos" a través del cese de producción. Para supervisar la implementación del acuerdo y vigilar incumplimientos en él, se propuso la creación de un "Comité de Control" de 5 miembros.

## Firmantes
- Union Minière du Haut Katanga (Katanga, Congo Belga)
- Rhokana Corporation, Ltd. (Zambia)
- Roan Antelope Copper Mines, Ltd. (Zambia)
- Chile Exploration Co. (Chile)
- Andes Copper Mining Co. (Chile)
- Greene Cananea Copper Co. (México)
- Braden Copper Company (Chile)

Sumado a los anteriores, la Compagnie Française de Mines de Bor y la Rio Tinto Company tenían el derecho de poseer un miembro (sin voto) que asistiera a las reuniones del "Comité de Control", además de recibir minutos en tales reuniones y copias de las decisiones de dicho Comité.